# Germont
Germont ist eine französische Gemeinde mit 51 Einwohnern (Stand 1. Januar 2022) im Département Ardennes in der Region Grand Est (vor 2016 Champagne-Ardenne). Sie gehört zum Arrondissement Vouziers, zum Kanton Vouziers und zum Gemeindeverband Argonne Ardennaise.

## Geografie
Die Gemeinde Germont liegt am Fluss Bar, 15 Kilometer nordöstlich von Vouziers. Umgeben wird Germont von den Nachbargemeinden Authe im Norden, Autruche im Nordosten, Harricourt im Osten, Briquenay im Süden, Boult-aux-Bois im Westen sowie Belleville-et-Châtillon-sur-Bar im Nordwesten.

## Bevölkerungsentwicklung
| Jahr                       | 1962 | 1968 | 1975 | 1982 | 1990 | 1999 | 2009 | 2019 |
| Einwohner                  | 50   | 61   | 51   | 52   | 51   | 35   | 45   | 49   |
| Quellen: Cassini und INSEE |      |      |      |      |      |      |      |      |

## Sehenswürdigkeiten

Kirche Saint-Nicolas

- Kirche Saint-Nicolas